# Diócesis de Killashee
La diócesis de Killashee o de Cell Ausaille (en latín: Dioecesis Cellae Sancti Auxilii y en inglés: Diocese of Killashee) fue una circunscripción eclesiástica de la Iglesia católica en Irlanda. Se trataba de una diócesis latina, sufragánea de la arquidiócesis de Armagh. Fue suprimida en 1211 y restaurada como diócesis titular en 1969 como diócesis de Killashee o Cell Ausaille. Desde el 5 de marzo de 2024 su obispo titular es Donal Roche.

## Territorio y organización
La abadía nullius extendía su jurisdicción sobre los fieles católicos de rito latino residentes en el área del condado de Kildare de la provincia de Leinster.
La sede de la abadía nullius se encontraba en Killossy, cerca de Naas, en el condado de Kildare. La iglesia actual data del siglo XVIII y se construyó sobre la anterior iglesia medieval, y estuvo en uso por la Iglesia de Irlanda hasta su cierre en 1965.

## Historia
El origen de la sede monástica de Killashee se remonta a san Patricio, quien nombró a san Ausilio, fallecido en 459, como su primer obispo. Ubicada en el antiguo territorio de la tribu Uí Bairrche, Killashee fue asaltada por vikingos en el año 824. En 1035 fue saqueada nuevamente por vikingos, que también atacaron la abadía de Clane.
No figura entre las diócesis establecidas por el Sínodo de Ráth Breasail en 1111, ni entre las establecidas por el Sínodo de Kells en 1152. La antigua sede monástica no sobrevivió a la reorganización del siglo XII y fue incorporada a la diócesis de Kildare probablemente en el primero de los sínodos.

### Diócesis titular
Desde 1969 Killashee figura entre las sedes episcopales titulares de la Iglesia católica como diócesis de Killashee o Cell Ausaille. Desde el 5 de marzo de 2024 su obispo titular es Donal Roche, obispo auxiliar emérito de la arquidiócesis de Dublín.

## Episcopologio
- San Ausilio † (?-459 falleció)

### Obispos titulares
- James Monaghan † (24 de abril de 1970-3 de junio de 1994 falleció)
- Donal McKeown (22 de febrero de 2001-25 de febrero de 2014 nombrado obispo de Derry)
- David Gerard O'Connell † (21 de julio de 2015-18 de febrero de 2023 falleció)
- Donal Roche, desde el 5 de marzo de 2024